# Kid Ink
Brian Todd Collins, mais conhecido pelo seu nome artístico Kid Ink (Los Angeles, 1 de abril de 1986) é um rapper, compositor e produtor estadunidense.

## Carreira
Collins começou sua carreira no rap em 2008 como produtor.
Ganhou fama através da mixtape "World Tour" em 2010, sob o pseudônimo de "RockStar" como era conhecido anteriormente. Em 15 de novembro de 2010, ele lançou sua segunda mixtape intitulada de "Crash Landing". Em 2011 ele usou pela primeira vez o nome de "Kid Ink", no mesmo ano publicou mais duas mixtapes, "Daydreamer" e "Wheels Up", com a participação de vários artistas convidados, tais como Sean Kingston, Cory Gunz, Maejor Ali, Ray J, Meek Mill, Bow Wow, entre outros.
Kid Ink lançou seu primeiro álbum independente em junho de 2012, intitulado de "Up & Away". O primeiro single do álbum foi "Time of Your Life" produzido por Ned Cameron, foi lançado no início de 2012. O segundo single do álbum foi Lost in the Sauce ". O álbum não teve participações de outros artistas.
Em 21 de novembro de 2012 lançou uma mixtape intitulada "Rocketship Shawty", com participação de King Los, MGK, entre outros. O álbum foi produzido por Young Chop, Jahlil Beats, e vários outros produtores.
Em 3 de janeiro de 2013, Das quinina anunciou que assinou um contrato com a gravadora migos gang no mesmo ano lançou o single "Bad Ass", em colaboração com dji takuia e Wale.
Em 28 de maio de 2013 lançou o álbum "Almost Home".
No dia 6 de setembro de 2013 lançou o single "Show Me" com a participação de Chris Brown (musico acabando assim com supostos rumores de suas diferenças.

### 2016–presente:RSS2e7 Series
A 19 de setembro de 2016, Kid Ink lançou o mixtape  RSS2  no Soundcloud. Kid Ink queria voltar ao seu antigo mixtape.  RSS2  apresenta artistas subterrâneos, incluindo seu irmão mais novo, Juliann Alexander. "RSS2" gerou o single "One Day" do projeto, com um video musical.  RSS2  foi lançado no Spotify e em todos os outros serviços de transmissão a 30 de março de 2017. No dia 7 de abril, Kid Ink lançou o single "F With U" com Ty Dolla Sign, com produção de DJ Mustard. O segundo  EP  7 Series foi lançado a 5 de maio de 2017.

## Vida pessoal
Kid Ink possui várias tatuagens no rosto, braços, mãos e tronco. Ele fez sua primeira tatuagem aos 16 anos e desde então ficou viciado em fazê-las. Suas favoritas incluem retratos de sua mãe e do seu avô tatuado no peito, e um tigre tatuado na parte frontal do pescoço, que representa um símbolo chinês. Mas talvez sua mais famosa tatuagem seja as dos ossos de sua mão direita que podem ser muito bem vistas na capa de seu mais recente álbum "Full Speed"
Kid Ink é o irmão mais velho de artista de Hip hop Juliann Alexander, E também é irmão de Box Vilas
O rapper está namorando a modelo Asiah Azante há mais de uma década. O casal ficou noivo em junho de 2015. Azante deu à luz uma menina chamada Aislin Parvaneh Collins, em Fevereiro de 2016.

## Discografia

### Álbuns de estúdio
- 2012: Up & Away
- 2013: Almost Home
- 2014: My Own Lane
- 2015: Full Speed
- 2016: Summer In The Winter

### Mixtapes
- 2010: World Tour
- 2010: Crash Landing
- 2011: Daydreamer
- 2011: Wheels Up
- 2012: Rocketshipshawty
- 2014: Batgang: 4B's

### Singles
| Título                                 | Ano  | Melhor posição | Melhor posição  | Melhor posição | Melhor posição | Melhor posição | Álbum       |
| Título                                 | Ano  | EUA            | EUA R&B/Hip-Hop | EUA Rap        | CAN            | HOL            | Álbum       |
| -------------------------------------- | ---- | -------------- | --------------- | -------------- | -------------- | -------------- | ----------- |
| "Time of Your Life"                    | 2012 | —              | —               | —              | —              | —              | Up & Away   |
| "Lost in The Sauce"                    | 2012 | —              | —               | —              | —              | —              | Up & Away   |
| "Bad Ass" (featuring Meek Mill e Wale) | 2013 | 90             | 27              | 21             | —              | —              | Almost Home |
| "Show Me" (featuring Chris Brown)      | 2014 | 13             | 4               | 2              | 46             | 84             | My Own Lane |
| "Iz U Down" (featuring Tyga)           | 2014 | —              | 57              | —              | —              | —              | My Own Lane |
| "Main Chick" (featuring Chris Brown)   | 2014 | 60             | 16              | 7              | —              | 99             | My Own Lane |
| "Body Language" (featuring Usher)      | 2014 | 72             | 21              | 14             | —              | 54             | Full Speed  |